# Arroyo Piedritas
Der Arroyo Piedritas ist ein im Süden Uruguays gelegener Fluss.
Der linksseitige Nebenfluss des Arroyo Frasquito befindet sich auf dem Gebiet des Departamentos Canelones. Er entspringt in Fraccionamiento Sobre Ruta 74 und mündet nach West-Ost-Verlauf in der Stadt Pando.